# Sukosari (Kasembon)
Sukosari is een bestuurslaag in het regentschap Malang van de provincie Oost-Java, Indonesië. Sukosari telt 5782 inwoners (volkstelling 2010).